# Lesogórskaya
Lesogórskaya (del ruso: Лесого́рская) es una stanitsa del raión de Apsheronsk del krai de Krasnodar, en Rusia. Está situada en las vertientes septentrionales del Cáucaso Occidental, en la orilla derecha del río Pshish (400 m al sur de la desembocadura del Granatka), afluente del Kubán, 18 km al noroeste de Apsheronsk y 69 km al sureste de Krasnodar, la capital del krai. Su población era de 805 habitantes en 2010.
Pertenece al municipio Tvérskoye.

## Historia
Fue fundada con el nombre de Nikolenkovo.

## Transporte
En la localidad se halla la plataforma Nikolenkovo de la línea Armavir-Tuapsé de la red del ferrocarril del Cáucaso Norte.